# Hermann Werner von der Asseburg

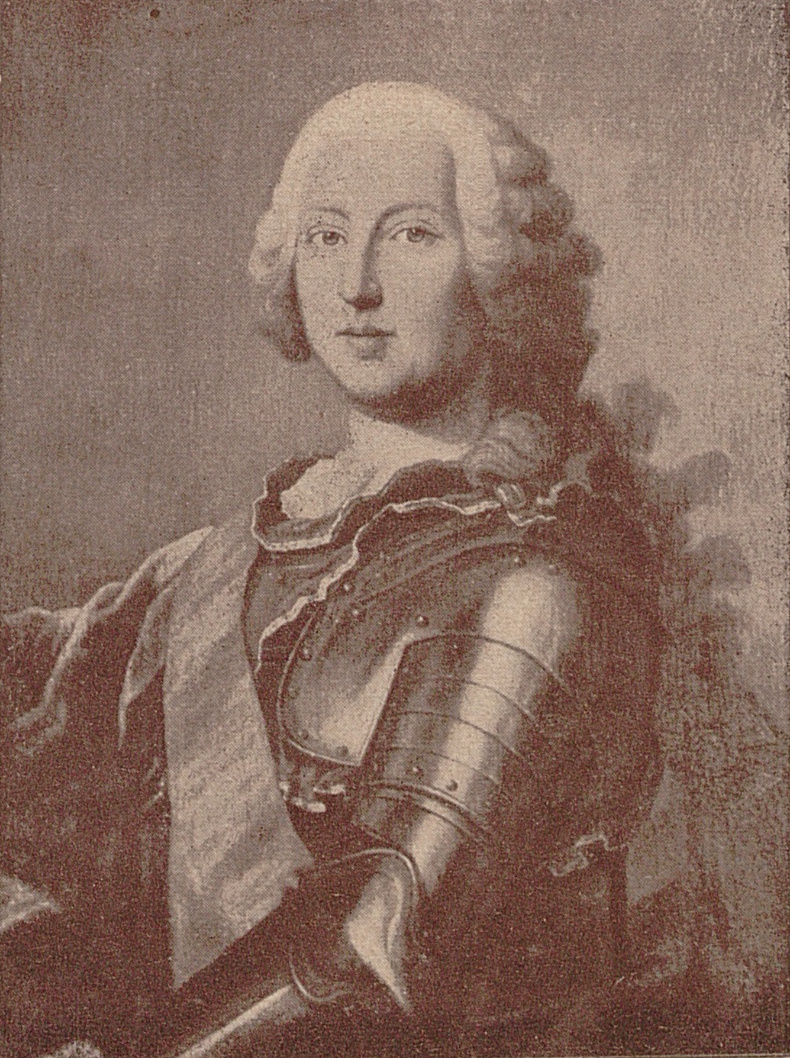
Hermann Werner von der Asseburg

Hermann Werner Franziskus Gottlieb Freiherr von der Asseburg zu Hinnenburg (* 17. Februar 1702 in Paderborn; † 21. Juni 1779 in Hinnenburg) war kurkölnischer Premierminister. Er hatte auch verschiedene Ämter im Hochstift Paderborn inne.

## Familie
Er stammte aus der westfälischen Linie zu Hinnenburg der Familie von der Asseburg. Der Vater war Ernst Konstantin von der Asseburg. Die Mutter war Lucia Odilia Franziska von Wolff-Metternich zur Gracht. Einer seiner Brüder war Wilhelm Anton von der Asseburg, Bischof von Paderborn. Er selbst war zweimal verheiratet. Seine erste Frau war Theresia von Droste, die 1734 starb. Seine zweite Frau war Theresa von der Lippe zu Vinsebeck. Mit dieser hatte er drei Töchter.

## Leben
Er war zeitweilig Günstling des Kurfürsten Clemens August von Bayern. Er war kaiserlicher und kurkölnischer Geheimer Rat. Nach der Entlassung des Premierministers August Wilhelm von Wolff-Metternich wurde das Kabinettssystem erneut durch das Konferenzsystem an der Staatsspitze ersetzt. Von der Asseburg wurde 1751 kurkölnischer Staats- und Konferenzminister sowie Obristhofmeister. Als solcher war er maßgeblich für die kurfürstliche Politik verantwortlich. Er vertrat am Hof die französische und antihabsburgische Partei. Er fiel aber bereits 1755 in Ungnade. Die Leitung der Politik übernahm der bisherige Staatssekretär Gottfried Josef von Raesfeld. Des Weiteren war er fürstbischöflich paderborner Obermarschall und Oberjägermeister, Drost zu Ruthe, Wewelsburg und Wonneberg.
Er ließ Schloss Hinnenburg zwischen 1736 und 1745 insbesondere im Inneren grundlegend im Stil des Barock umgestalten. Außerdem wurde der Südflügel verlängert und ein Barockgarten neu angelegt. Als Ersatz für das zu Beginn des 18. Jahrhunderts an den preußischen Staat veräußerte Schermke bekam er 1758 das Gut Hollwinkel im Fürstentum Minden, das er jedoch schon 1776 wieder verkaufte. Durch Heirat kam er in den Besitz von Gut Menzel. Seine Tochter Maria Therese heiratete Theodor Werner von Bocholtz. Dessen zweiter Sohn Hermann Werner nannte sich als Erbe Graf von Bocholtz-Asseburg. Es existiert ein Porträt von ihm, das Anton Joseph Stratmann gemalt hat.

## Ehrungen
- Ritter des hessen-casselischer Hausordens vom Goldenen Löwen[2]14. August 1770